# 阿贡西略
阿贡西略，是西班牙拉里奥哈自治区的一个市镇。总面积35平方公里，总人口916人（2001年），人口密度26人/平方公里。